# فيدي (أرارات)
مدينة فيدي (بالأرمينية:Վեդի) (بالإنجليزية: Vedi)‏ هي إحدى المدن التابعة لمقاطعة أرارات في أرمينيا. يقدر عدد سكانها بـ 13839 نسمة حسب الإحصاء الذي جرى عام 2011.